# Jupiters ringar
Jupiters ringar är ett ringsystem som kretsar runt planeten Jupiter. Det var det tredje ringsystemet som upptäcktes i solsystemet efter Saturnus' och Uranus' ringar. Första observationen gjordes 1979 av Voyager 1 och ringarna undersöktes grundligt av rymdsonden Galileo på 1990-talet. Det har också observerats av Hubbleteleskopet och från jordytan; det senare kräver de kraftigaste tillgängliga teleskopen.
Jupiters ringsystem är svagt och består huvudsakligen av stoft. Det är uppbyggt av fyra huvudkomponenter: En tjock inre torus av partiklar som kallas "haloringen", en relativt ljus och väldigt tunn "huvudring", och två breda och tjocka yttre "spindelvävsringar" som benämnts efter de månar av vars material de består: Amalthea och Thebe.
Huvudringen och haloringen består av stoft som slungats ut från månarna Metis, Adrastea och andra ej observerade kroppar till följd av kraftiga nedslag. Högupplösta bilder som erhölls i februari och mars 2007 av rymdsonden New Horizons avslöjade en rik finstruktur hos huvudringen.
I synligt och nära infrarött ljus är ringarna rödaktiga, utom haloringen, som är neutral eller blå till färgen. Stoftet i ringarna varierar i storlek, men tvärsnittsarean är störst för icke-sfäriska partiklar med en radie på cirka 15 μm i alla ringar utom i haloringen, som troligen domineras av stoft som är mindre än 1 μm. Ringsystemets massa är dåligt känd, men tros ligga mellan 1011 och 1016 kg. Ej heller är dess ålder känd, men det kan ha funnits sedan planeten skapades.
Möjligtvis finns det också en ring kring månen Himalias bana. En möjlig förklaring är att en liten måne kolliderat med Himalia så att material slungats ut av nedslagets kraft.

## Upptäckt och struktur
Jupiters ringsystem var det tredje som upptäcktes i solsystemet efter Saturnus och Uranus. Det observerades första gången 1979 av rymdsonden Voyager 1. Det består av fyra huvudkomponenter: en tjock inre torus av partiklar som kallas "Haloringen", en relativt ljus och exceptionellt tunn "huvudring" och två svaga yttre "spindelvävsringar" som uppkallats efter de månar av vars material de är sammansatta: Amalthea och Thebe.
Huvudegenskaperna hos de kända ringarna listas i tabellen nedan.   
| Namn           | Radie (km)     | Bredd (km) | Tjocklek (km) | Optiskt djup (τ) | Stoftandel (%) | Massa (kg)                                    | Noter                                                                |
| -------------- | -------------- | ---------- | ------------- | ---------------- | -------------- | --------------------------------------------- | -------------------------------------------------------------------- |
| Haloringen     | 92000 –122500  | 30500      | 12500         | ~1 × 10−6        | 100            | —                                             |                                                                      |
| Huvudringen    | 122500 –129000 | 6500       | 30 – 300      | 5,9 × 10−6       | ~25            | 107– 109 (stoft) 1011– 1016 (stora partiklar) | Avgränsas av Adrastea                                                |
| Amaltheas ring | 129000 –182000 | 53000      | 2000          | ~1 × 10−7        | 100            | 107– 109                                      | Hänger samman med Amalthea                                           |
| Thebes ring    | 129000 –226000 | 97000      | 8400          | ~3 × 10−8        | 100            | 107– 109                                      | Hänger samman med Thebe och har en fortsättning utanför Thebes bana. |

## Huvudringen

### Utseende och struktur

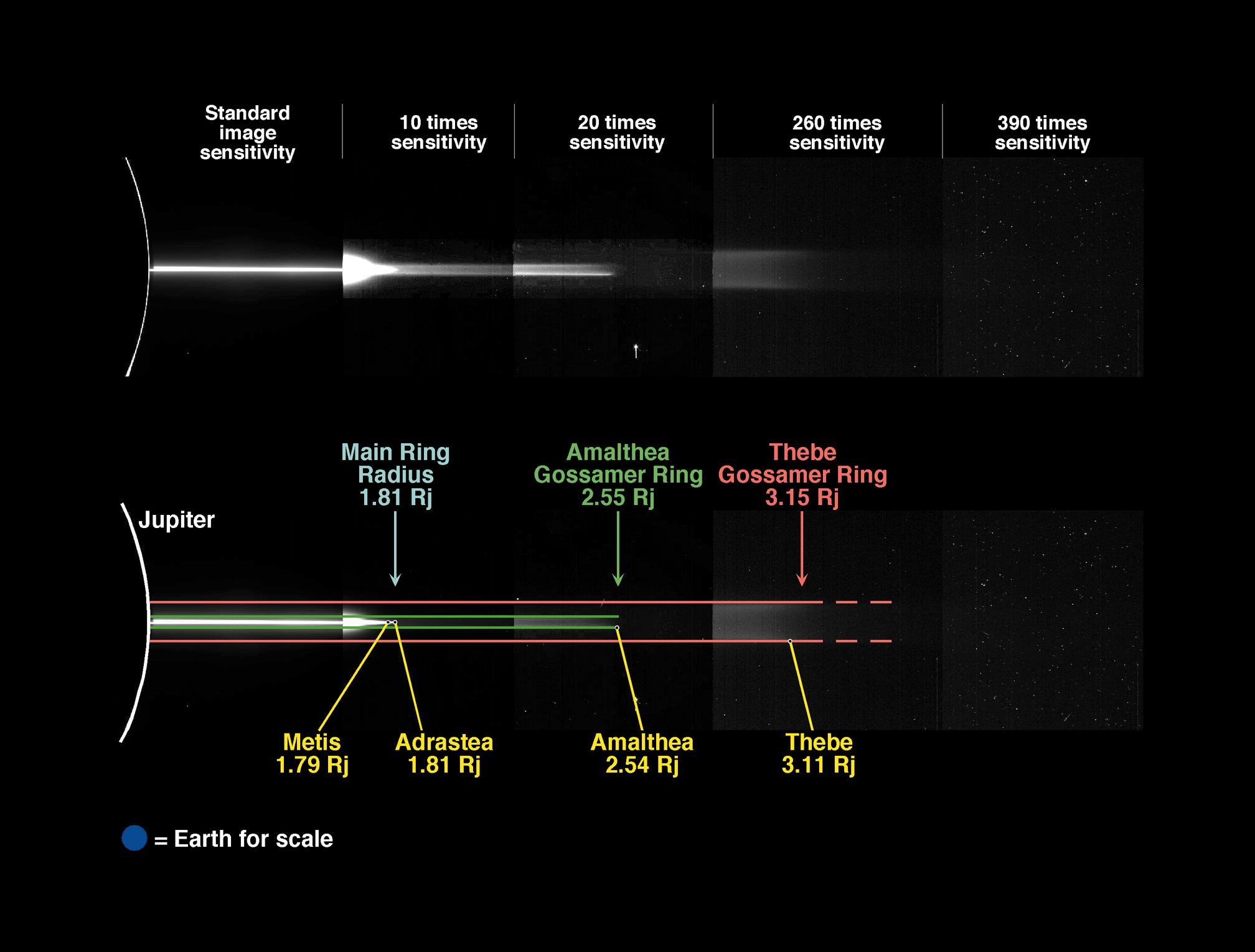
Mosaik av bilder som visar ringarnas och månarnas läge

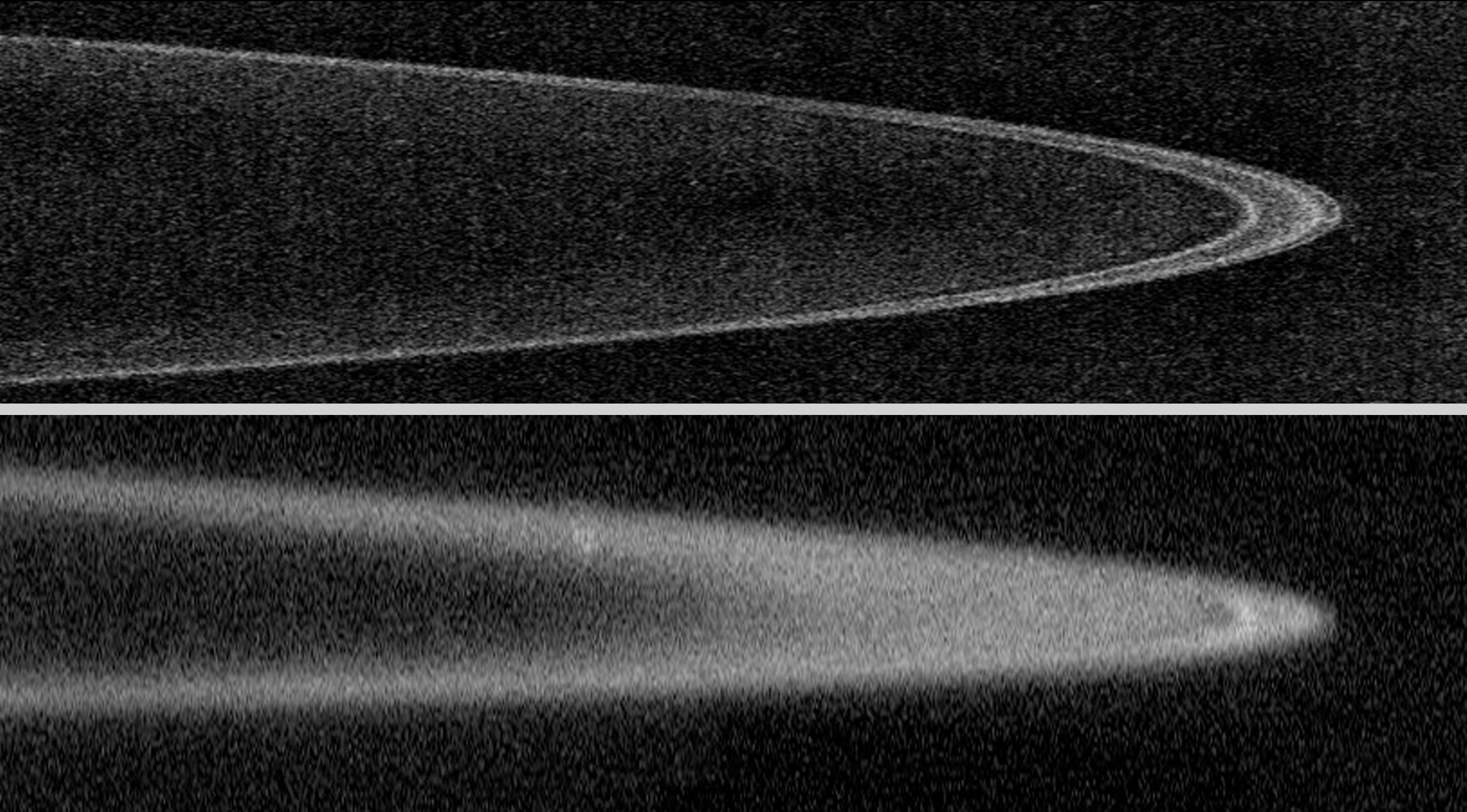
Jupiters huvudring från New Horizons. Den övre bilden visar ringen i bakåtspritt ljus och den yttre delens finstruktur är synlig. Den undre bilden visar ringen i framåtspritt ljus och visar ingen struktur utöver Metis-luckan.

Den smala och relativt tunna huvudringen är den ljusaste delen av Jupiters ringsystem. Dess yttre gräns har en radie på cirka 129 000 km (1.806 RJ) och sammanfaller med banan hos Jupiters minsta inre satellit Adrastea. Dess inre gräns markeras inte av någon satellit och har en radie på ungefär 122 500 km  (1.72 RJ).
Sålunda är huvudringens bredd ungefär 6 500 km. Dess utseende beror på i vilket ljus den betraktas. I framåtspritt ljus sjunker huvudringens ljusstyrka abrupt vid 128 600 km (precis innanför Adrasteas bana) och når bakgrundsnivån vid 129 300 km (precis utanför Adrasteas bana). Därför är det tydligt att Adrastea fungerar som herde åt ringen. Ljusstyrkan ökar successivt in mot Jupiter och når maximum vid 126 000 km, men visar en tydlig lucka vid Metis bana vid 128 000 km. Ljuset kring huvudringens inre gräns förefaller däremot att avmattas långsamt från 124 000 till 120 000 km och blandas med ljuset från haloringen. I framåtspritt ljus är alla jupiterringarna speciellt klara.
I bakåtspritt ljus  är situationen annorlunda. Huvudringens yttergräns som ligger vid 129 100 km, eller strax bortom Adrasteas bana är mycket skarp. Månens bana markeras av en lucka i ringen så det bildas en liten tunn ring precis utanför månen. Det finns också en tunn ring precis innanför månbanan som följs av en lucka av okänt ursprung vid ungefär 128 500 km. En tredje tunn ring syns på insidan av den centrala luckan utanför Metis bana. Ringens styrka avtar skarpt precis utanför Metis bana vid "metisluckan". Innanför Metis bana ökar ljusstyrkan mycket mindre än i framåtspritt ljus så att ringen i bakåtspritt ljus ser ut att bestå av två olika delar: En smal yttre del från 128 000 till 129 000 km, som innefattar tre smalare ringar som skils åt av luckor, och en svagare inre del från 122 500 till 128 000 km som saknar struktur (liksom den gör i framåtspritt ljus). Metisluckan utgör gräns mellan delarna. Huvudringens finstruktur upptäcktes av Galileo och syns tydligt på bilderna från New Horizons tagna i februari och mars 2007. De tidiga observationerna med Hubbleteleskopet, Keck-observatoriet och rymdsonden Cassini misslyckades med att upptäcka finstrukturen, troligtvis på grund av för dålig upplösning, men genom att använda adaptiv optik kunde man 2002 - 2003 observera den med Kecks teleskop.
När den observeras i bakåtspritt ljus förefaller huvudringen att vara rakknivstunn och har en vertikal utbredning på högst 30 km Vid studier av sidospritt ljus framstår ringen som 80 - 160 km tjock och ökar något då man närmar sig Jupiter. Ringen verkar vara mycket tjockare i framåtspritt ljus - ungefär 300 km. En av Galileos upptäckter var huvudringens "luddighet" - ett ljussvagt, ganska tjockt (ungefär 600 km), moln av materia som omger dess inre del. "Luddigheten" tilltar i tjocklek mot huvudringens inre gräns, där den övergår i haloringen.
Detaljerad analys av Galileos bilder avslöjade längsgående variationer av huvudringens ljusstyrka som var oberoende av vinkeln i vilken den observerades. Bilderna uppvisade också en fläckighet hos ringen med en storleksordning på sådär 500–1000 km.
New Horizons genomförde i februari och mars 2007 en noggrann genomsökning av området innanför huvudringen efter nya månar. Fast man inte hittade några månar med större diameter än 500 m hittade satellitens kameror sju små samlingar av ringpartiklar. De kretsar strax innanför Adrasteas bana i en tät ring. Slutsatsen, att de är partikelsamlingar och inte månar, baseras på deras utbredning i höjd som är 0.1–0.3°, vilket motsvarar 1000–3000 km. Samlingarna uppträder i två grupper, den ena med fem och den andra med två. Samlingarnas natur är inte klar, men deras banor ligger nära banresonanserna 115:116 och 114:115 med Metis och kan vara våglika strukturer som orsakas av denna interaktion.

### Spektrum och partiklarnas storleksfördelning

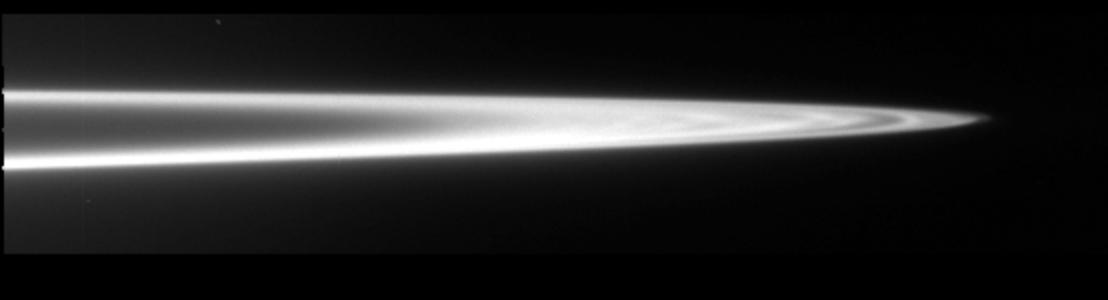
Bild av huvudringen i framåtspritt ljus. "Metisluckan" framträder tydligt.

Huvudringens spektrum från Hubbleteleskopet, Keck-observatoriet, Galileo och Cassini visar att partiklarna som ringen utgörs av är röda, d.v.s. deras albedo är större vid längre våglängder. De spektra som erhållits spänner över 0,5–2,5 μm. Inga spektrala egenskaper har hittills upptäckts som kan hänföras till speciella kemiska föreningar, fast observationerna med Cassini gav belägg för absobstionsband runt 0.8 μm och 2.2 μm. Huvudringens spektrum är mycket likt Adrasteas och Amaltheas.
Huvudringens egenskaper kan förklaras av hypotesen att den innehålles påtagliga mängder av stoft i storleken 0,1–10 μm, vilket förklarar att framåtspridningen är större än bakåtspridningen. Emellertid krävs förekomst av större kroppar för att förklara den starka bakåtspridningen och finstrukturen i den ljusa yttre delen.
Analys av tillgängliga fas- och spektraldata leder till slutsatsen att storleksfördelningen av småpartiklar i huvudringen följer en potenslag.
{\displaystyle n(r)=A\times r^{-q}}
där n(r) dr är antalet partiklar med radier mellan r och r + dr och {\displaystyle A} är en normaliserande parameter som valts för att stämma med det totala ljusflödet från ringen. Parametern q är 2,0 ± 0,2 för partiklar med r < 15 ± 0,3 μm och q = 5 ± 1 för dem med r > 15 ± 0,3 μm. Fördelningen av kroppar i millimeter- till kilometerstorlek är för närvarande inte klarlagd. Ljusspridningen i den här modellen domineras av partiklar med en radie kring 15 μm.
Den ovannämnda potenslagen medger uppskattningar av huvudringens optiska djup {\displaystyle \scriptstyle \tau }. För huvudringen är {\displaystyle \scriptstyle \tau _{l}\,=\,4.7\times 10^{-6}}för de större kropparna och {\displaystyle \scriptstyle \tau _{s}=1.3\times 10^{-6}} för stoftet. Detta optiska djup innebär att det totala tvärsnittet för alla partiklar i ringen är ungefär 5000 km².  Huvudringens partiklar förväntas att ej vara sfäriska. Stoftets totala massa uppskattas vara 107−109 kg.. Massan av större kroppar, exklusive Metis och Adrastea, är 1011−1016 kg. Beroende på deras maximala storlek motsvarar det övre värdet ungefär högst 1 km i diameter. Dessa massor kan jämföras med Adrasteas massa som är ungefär 2 ⋅ 1015 kg, Amaltheas ungefär 2 ⋅ 1018 kg och jordens månes 7,4 ⋅ 1022 kg
Närvaron av två grupper av partiklar i huvudringen förklarar varför dess utseende varierar med betraktningsvinkeln. Stoftet sprider ljuset huvudsakligen framåt och bildar en förhållandevis tjock och homogen ring som begränsas av Adrasteas bana, medan däremot de större partiklarna som sprider ljus bakåt är samlade i ett antal småringar mellan Metis och Adrasteas banor.

### Ursprung och ålder

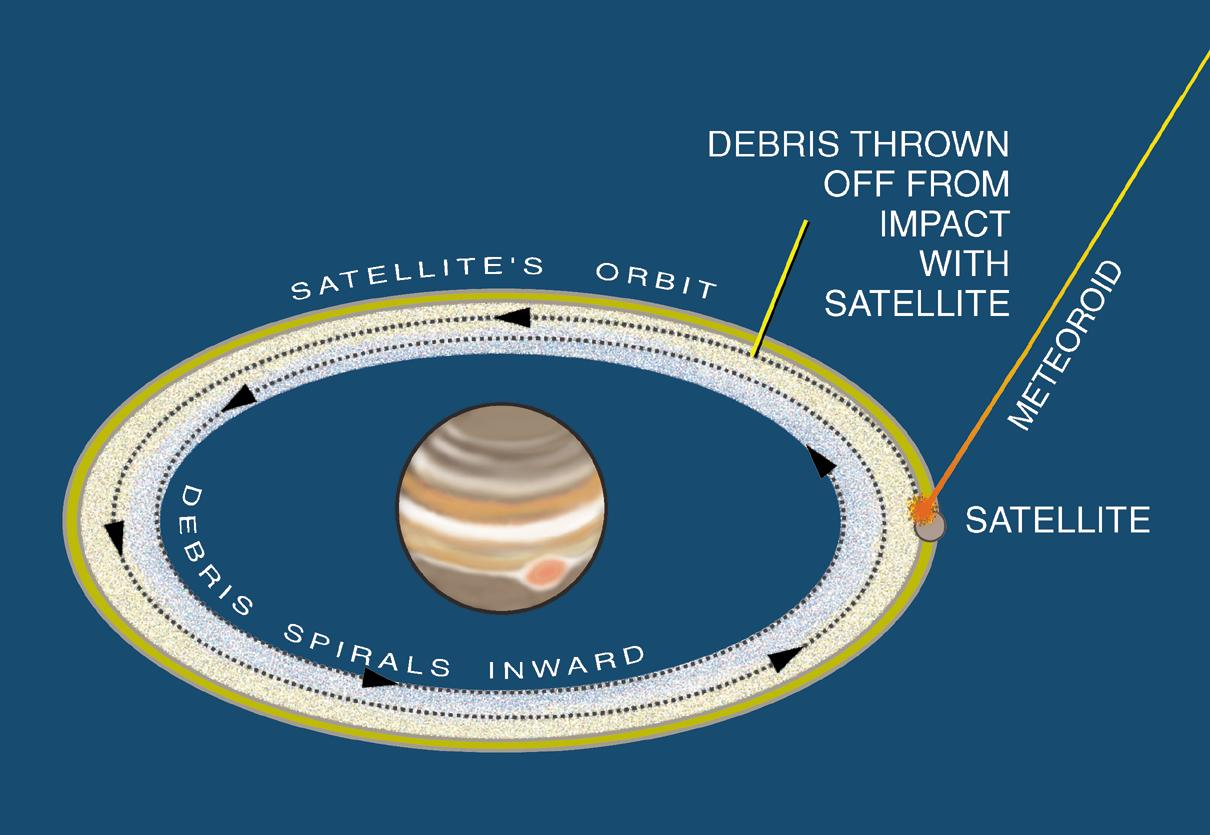
Hur ringarna bildats?

Stoftet i ringen försvinner hela tiden på grund av en kombination av Poynting-Robertsoneffekten och elektromagnetiska krafter från Jupiters magnetosfär. Flyktiga ämnen, t.ex. isar, avdunstar snabbt. Partiklarnas livslängd i ringen ligger mellan 100 och 1 000 år, så stoftet måste hela tiden förnyas genom kollisioner mellan större kroppar av storlek 1 cm till 0,5 km och mellan dessa kroppar och partiklar som kommer med hög hastighet utifrån. Denna grupp av "moderkroppar" begränsas till den smala (ungefär 1000 km) yttre delen av ringen, inkluderande Metis och Adrastea. De största moderkropparna måste i övrigt vara mindre än 500 m stora, vilket konstaterades genom New Horizons. Den tidigare övre gränsen, som erhållits från observationer med Hubbleteleskopet och Cassini var nästan 4 km. Det stoft som bildas vid kollisionerna behåller ungefär samma banelement som moderkroppen och faller långsamt i spiral in mot Jupiter och bildar den (i bakåtspritt ljus) svaga inre delen av huvudringen och haloringen. Huvudringens ålder är för närvarande ej känd, men den kan utgöra de sista spillrorna av ett tidigare bestånd av mindre kroppar nära Jupiter.

### Vertikala veckningar

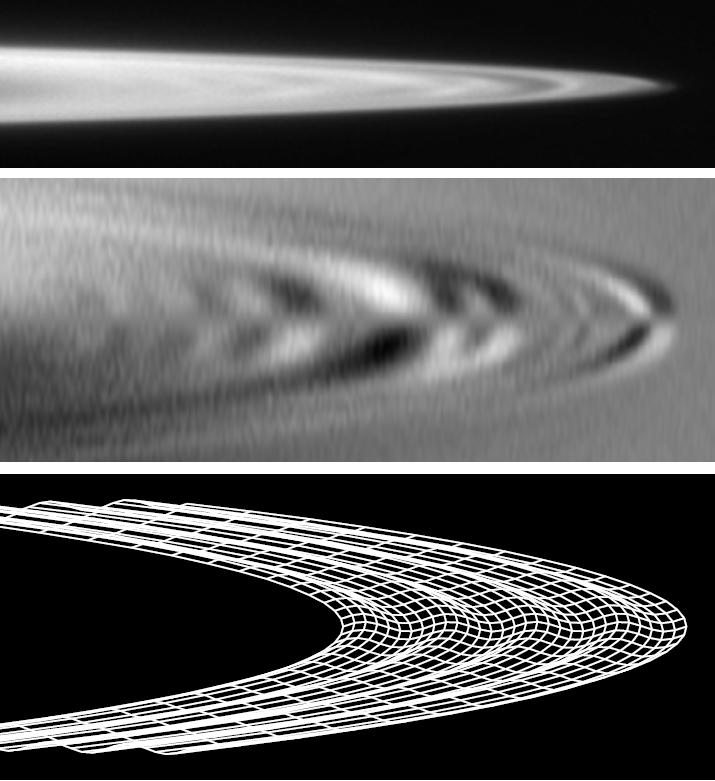
Bild på veckningarna från Galileo. Överst originalbilden, därunder en datorförbättrad version och underst en datorgenererad modell från rådata.

Bilder från sonderna Galileo och New Horizons visar förekomsten av två uppsättningar spiralformade vertikala veckningar i huvudringen. Dessa vågor har dragits tätare samman med den hastighet som kan förväntas från differentiell regression av noderna i Jupiters gravitationsfält. Om man extrapolerar bakåt förefaller det mera framträdande vågsystemet ha uppstått 1995, kring tiden för kollisionen mellan kometen Shoemaker–Levy 9 och Jupiter, medan det mindre verkar härröra från första halvan av 1990-talet. De observationer som gjordes med Galileo i november 1996 överensstämmer med våglängder på 1920 ± 150 och 630 ± 20 km, och vertikala amplituder på 2,4 ± 0,7 och 0,6 ± 0,2 km för de större respektive mindre vågsystemen. Bildandet av det större systemet kan förklaras om ringen träffades av ett partikelmoln från kometen med en total massa i storleksordningen 2–5 ⋅ 1012 kg, vilket skulle ha knuffat ut ringen 2 km från ekvatorialplanet. Ett liknande spiraliserande vågmönster som dras samman över tiden har observerats med Cassini i Saturnus C- och D-ring.

## Haloringen

### Utseende och struktur

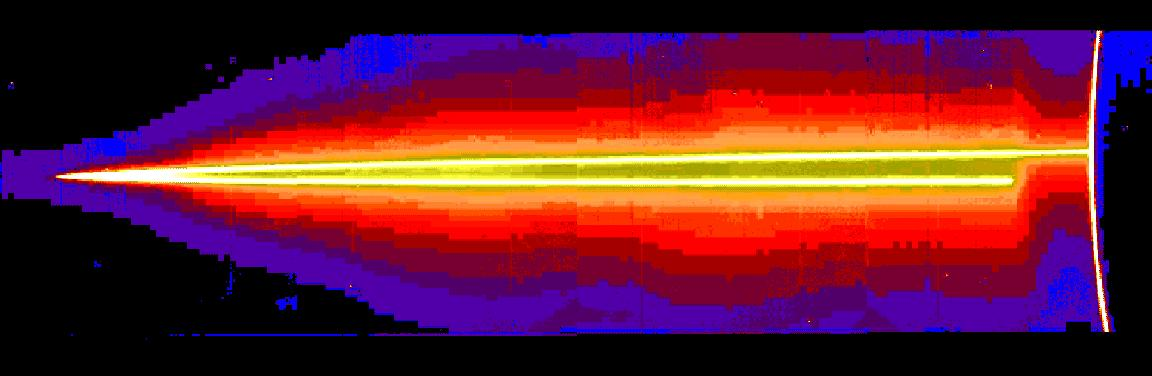
Bild (falska färger) tagen av Galileo i framåtspritt ljus.

Haloringen är den innersta och vertikalt tjockaste av Jupiters ringar. Dess yttre kant sammanfaller med huvudringens inre gräns ungefär vid radien 122 500 km (1.72 RJ). Från ytterkanten tjocknar den in mot Jupiter. Dess faktiska vertikala utbredning är inte känd, men närvaro av dess material har konstaterats så högt som 10 000 km över ringplanet. Haloringens inre gräns är ganska skarp och befinner sig vid radien 100 000 km (1.4 RJ), men en del material förekommer inåt till 92 000 km. Haloringens bredd är sålunda ungefär 30 000 km. Den liknar en tjock torus utan klar inre struktur. Till skillnad från huvudringen förändras dess utseende endast lite beroende på betraktelsevinkeln.
Haloringen ser ljusast ut i framåtspritt ljus, i vilket den har omsorgsfullt avbildats av Galileo. Medan dess albedo är mycket mindre än huvudringens är dess totala vertikala (vinkelrätt mot ringplanet) ljusflöde jämförbart beroende på att den är mycket tjockare. Trots att dess vertikala utbredning har angetts till över 20 000 km, är haloringens ljushet starkt koncentrerad mot ringplanet och följer en potenslag av formen z−0,6 till z−1,5, där z är höjden över ringplanet. Haloringens utseende i bakåtspritt ljus, som det observerats vid Keck-observatoriet och av Hubbleteleskopet, är detsamma. Dock är det totala ljusflödet flera gånger större hos huvudringen, och haloringens ljus är mer koncentrerat till ringplanet än i framåtspritt ljus.
Haloringens spektrala egenskaper skiljer sig från huvudringens. Ljusflödet i området 0,5 till 2,5 μm är lägre än för huvudringen. Haloringen är inte röd, och kan till och med vara blå.

### Haloringens ursprung
Haloringens optiska egenskaper kan förklaras av hypotesen att den bara består av stoftpartiklar som är mindre än 15 μm. Delar av ringen som ligger långt från ringplanet kan bestå av stoft under mikrometerstorlek. En sådan sammansättning av stoftet förklarar den mycket större framåtspridningen, den blåare färgen och frånvaron av synlig struktur. Stoftet kommer sannolikt från huvudringen, ett antagande som stöds av det faktum att ringens optiska djup {\displaystyle \scriptstyle \tau _{s}\,\sim \,10^{-6}} är jämförbar med den hos stoftet i huvudringen. Haloringens tjocklek kan också hänföras till inverkan på inklinationen och excentriciteten för stoftpartiklarna till följd av de elektromagnetiska krafterna i Jupiters magnetosfär. Den yttre gränsen för haloringen sammanfaller väl med en stark 2:3 lorentzresonans. Eftersom Poynting-Robertsoneffekten får partiklar att långsamt falla mot Jupiter ökar deras inklination. Huvudringens "luddighet" kan också utgöra början på haloringen. Ringens inre gräns ligger inte långt från den starkaste 2:1 lorenzresonansen. Vid denna resonans är påverkan troligen mycket märkbar så att partiklarna slungas in i jupiteratmosfären, vilket ger upphov till en skarp gräns. Om haloringen uppkommer ur huvudringen har den också samma ålder.

## "Spindelvävsringarna"

### Amaltheas ring

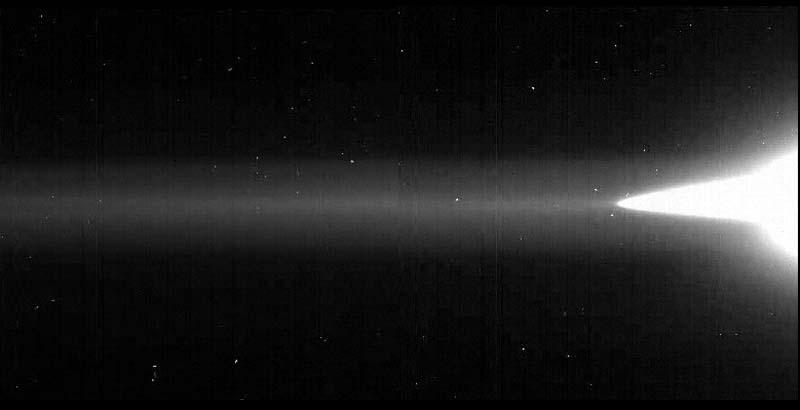
Bild av "spindelvävsringarna" från Galileo i framåtspritt ljus.

Amaltheas spindelvävsring är en mycket svag struktur med ett rektangulärt tvärsnitt som sträcker sig från Amaltheas bana vid radien 182 000 km (2,54 RJ) in till ungefär 129 000 km (1,80 RJ). Dess inre gräns är inte klart definierad på grund av närvaron av de mycket ljusare huvud- och haloringarna. Dess tjocklek är ungefär 2300 km vid Amaltheas bana och minskar något när man närmar sig Jupiter. Amaltheas ring är faktiskt som ljusast nära dess övre och undre kanter och blir gradvis ljusare in mot Jupiter; den ena av kanterna är ljusare än den andra. Ringens yttre gräns är relativt skarp och ljusstyrkan faller plötsligt precis innanför Amaltheas bana, fast den kan ha en liten utbredning bortom satelliten som tar slut nära 4:3 resonansen med Thebe. I framåtspritt ljus förefaller ringen 30 gånger svagare än huvudringen. I bakåtspritt ljus har den upptäckts bara av Keck-observatoriets teleskop och Hubbleteleskopets Advanced Camera for Surveys. Bilder på bakåtspridning visar på ytterligare struktur i ringen, som en topp i ljusstyrkan precis innanför Amaltheas bana som är begränsad till ringens övre eller undre kant.
Under 2002 och 2003 passerade Galileo genom spindelvävsringarna två gånger och dess stoftdetektor registrerade då partiklar av storleken 0,2 – 5 μm. Därutöver upptäckte Galileos stjärnscanner små diskreta kroppar (mindre än 1 km stora) nära Amalthea, vilka kan utgöra rester efter kollisioner med månen.
Observationerna av Amaltheas ring från marken, bilderna från Galileo och de direkta stoftmätningarna tillåter en beskrivning av fördelningen av partiklarnas storlekar, vilken verkar följa samma potenslag som stoftet i huvudringen med q = 2 ± 0,5.. Ringens optiska djup, τ, är ungefär 10−7, vilket är en storleksordning mindre än huvudringens, men stoftets totala massa (107 – 109 kg) är jämförbar.

### Thebes ring
Thebes ring är den svagaste av Jupiters ringar. Den uppträder som en mycket svag struktur med ett rektangulärt tvärsnitt och sträcker sig från Thebes bana vid 226 000 km (3,11 RJ) till ungefär 129 000 km (1,80 RJ). Dess inre gräns är inte klart definierad på grund av närvaron av de mycket ljusare huvud- och haloringarna.  Dess tjocklek är ungefär 8400 km vid Thebes bana och minskar något när man närmar sig Jupiter. Liksom Amaltheas ring är Thebes ring också som ljusast vid de övre och undre kanterna och blir gradvis ljusare inåt mot Jupiter. Ringens yttre gräns är inte speciellt skarp och sträcker sig över 15 000 km. Det finns en knappt synbar fortsättning på ringen bortom Thebes bana som sträcker sig ut till 280 000 km (3,75 RJ) och kallas Thebes extension. I framåtspritt ljus förefaller ringen en tredjedel så ljus som Amaltheas ring. I bakåtspritt ljus har den kunnat upptäckas bara med Keck-observatoriets teleskop. Bilder på bakåtspritt ljus uppvisar en ljustopp strax innanför Thebes bana. 2002 till 2003 upptäckte Galileos stofträknare partiklar i storleksområdet 0,2 – 5 μm (precis som för Amaltheas ring) och bekräftade resultaten från foton.
Det optiska djupet, τ, för Thebes ring är ungefär 3⋅10−7, vilket är en tredjedel av värdet för Amaltehas, men den totala mängden stoft är ungefär densamma (107 – 109 kg). Dock är storleksfördelningen hos stoftet något grundare än hos Amaltheas ring och följer en potenslag med q < 2. I Thebes extension kan parametern q vara ännu lägre.

### Ursprung
Stoftet i "spindelvävsringarna" uppstår i stort sett på samma sätt som i huvudringen och haloringen. Dess ursprung är de inre jupitermånarna Amalthea respektive Thebe. Nedslag av projektiler med hög hastighet, som kommer in i jupitersystemet utifrån, slungar ut stoft och partiklar från månarnas ytor. Till en början bibehåller dessa partiklar i stort sett samma bana som månen, men genom Poynting-Robertsoneffekten börjar de röra sig inåt i spiral. Ringarnas tjocklek bestäms av den vertikala avvikelsen i månbanorna i förhållande till Jupiters ekvatorialplan (månbanornas inklination). Denna hypotes förklarar på ett naturligt sätt nästan alla observerbara egenskaper hos ringarna: rektangulärt tvärsnitt, avtagande tjocklek in mot Jupiter och att de övre och undre kanterna på ringarna är ljusast.
Men några egenskaper saknar ännu förklaring, som Thebes extension, vilken kan bero på oupptäckta kroppar utanför Thebes bana, och strukturer som syns i det bakåtspridda ljuset. En möjlig förklaring till Thebes extension är inflytande från elektromagnetiska krafter från Jupiters magnetosfär. När stoftet hamnar i solvindens skugga bakom Jupiter förlorar de strax sin elektriska laddning. Eftersom de små partiklarna delvis roterar med planeten, vill de röra sig utåt när de passerar skuggan, vilket leder till en ökad utsträckning av Thebes ring. Samma krafter kan förklara en minskning av partikeltätheten och ringens albedo som uppträder mellan Thebes och Amaltheas banor.
Ljusstyrkans topp alldeles innanför Amaltheas bana och därmed Amalthearingens vertikala asymmetri kan bero på att stoftpartiklarna fångas i Lagrangepunkterna L4 och L5 för månen. Partiklarna kan också följa hästskobanor mellan Lagrangepunkterna. Även i Thebes bana kan det finnas stoft i L4 och L5. Denna upptäckt antyder att det finns två populationer av partiklar i spindelvävsringarna: en som sakta driver in mot Jupiter som beskrivits ovan och en annan som håller sig i närheten av sin ursprungsmånes bana fångad i en 1:1-resonans med den.

## Himalias ring

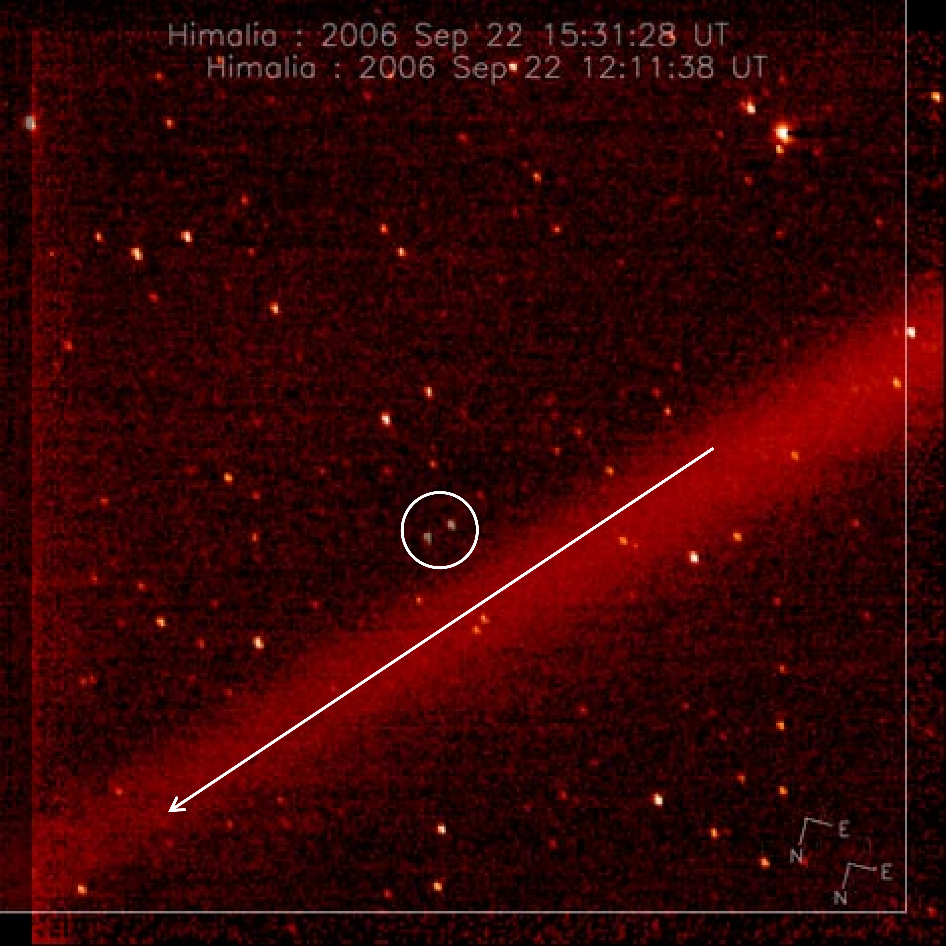
New Horizons bild av Himalias möjliga ring. Ringen är det diagonala strecket och Himalia ligger inom cirkeln.

Den lilla månen Dia, fyra kilometer i diameter, hade varit försvunnen sedan dess upptäckt år 2000. En tanke var att den hade kraschat in i den mycket större månen Himalia, 170 kilometer i diameter, och skapat en svag ring. Denna möjliga ring visar sig som ett svagt streck nära Himalia på bilder som Nasas New Horizons tog när den passerade på sin väg mot Pluto. Detta antyder att Jupiter av och till förlorar (eller vinner) små månar genom kollisioner. Dock motbevisas sambandet mellan Himalias ring och Dia av återupptäckten av den senare år 2010 och 2011, men det är ju fortfarande möjligt att någon annan liten måne varit inblandad.

## Utforskande

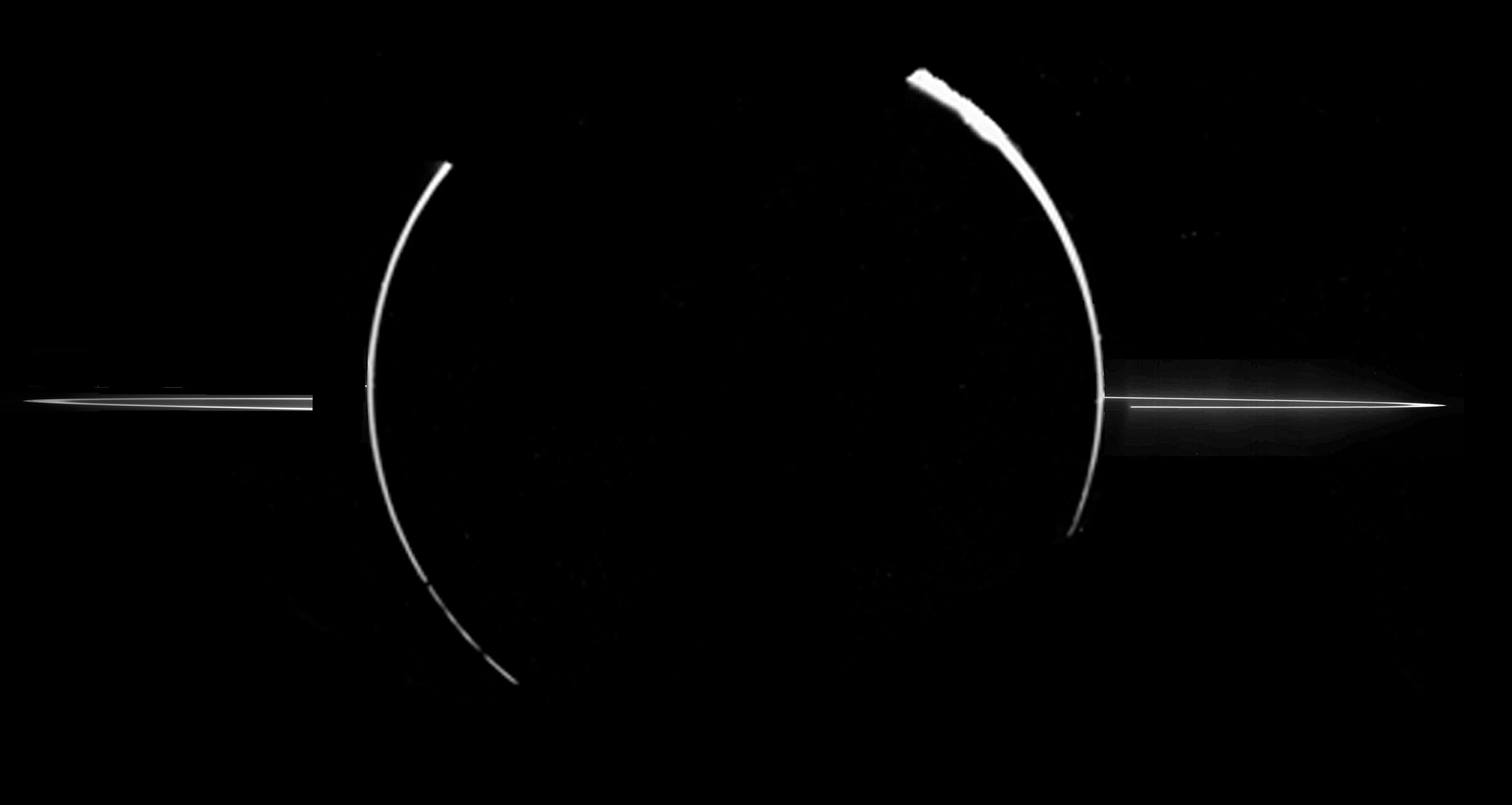
Jupiter och dess ringar fotograferade av Galileo från planetens nattsida.

Att Jupiter hade ett ringsystem indikerades av de studier av planetens strålningsbälten som gjordes av rymdsonden Pioneer 11 1975. 1979 fick Voyager 1 en enda överexponerad bild av ringsystemet. Mer omfattande bilder togs av Voyager 2 samma år, vilka tillät en grov uppskattning av ringarnas struktur. Den överlägsna kvaliteten hos bilderna som togs av Galileo mellan 1995 och 2003 utökade vår kunskap om ringarna betydligt. Markbaserade observationer från Keck-observatoriets teleskop 1997 och 2002 och Hubbleteleskopet 1999 avslöjade den rika strukturen hos det bakåtspridda ljuset. Bilder som sänts från New Horizons i februari och mars 2007 tillät observationer av finstrukturen hos huvudringen för första gången. År 2000 genomförde Cassini omfattande observationer av Jupiters ringsystem på sin väg mot Saturnus. Framtida resor till Jupitersystemet kommer att ge oss ytterligare information om ringarna, som Nasas Juno Mission med beräknad ankomst till hösten 2016.